# Sociología del cine

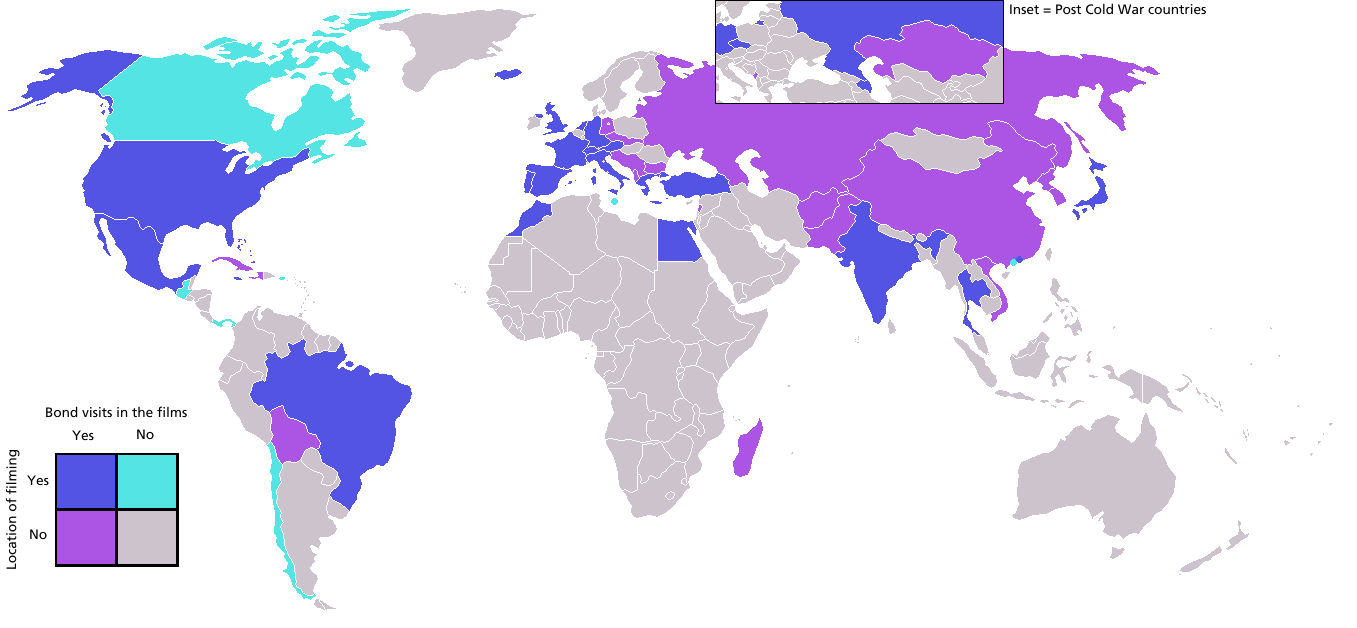
Lugares que aparecen y en los que se filmaron las películas de James Bond

La sociología del cine puede apreciarse claramente en el amplio repertorio de géneros que existen desde la aparición del cine. Estos géneros abarcan desde películas de gánsteres hasta musicales y todos incluyen aspectos sociológicos internos. Todo guionista siempre intenta determinar qué aspectos sociológicos deberían incorporarse a una película, con tal de que esta llegue a un amplio público a lo largo de las dos horas en las que se proyecta. "Un problema es, sin embargo, que si el público es la medida de todas las cosas, el cine se convierte en una reflexión sociológica y el hecho de averiguar las preferencias de los espectadores se convierte en el verdadero arte".
"De algún modo, a pesar de que nuestros poetas todavía no nos lo han concretado, una sociedad vive una vida y encuentra su destino fuera de las vidas y destinos de los seres humanos que la componen". La sociología del cine surge de la gente y sus problemas, que llegan a un guionista que decide plasmarlos en una película por medio de actores y actrices, y que se convierten en sus famosos representantes.
Desde la aparición del cine, seis son los principales géneros que comprende dicha industria: películas de gánsteres, películas detectivescas, películas del oeste, comedias de enredo, musicales y melodramas familiares.

## Géneros

### El cine wéstern
Las películas del oeste suelen tratar sobre héroes que cabalgan hacia el horizonte tras salvar un pueblo de unos tipos malos de otros pueblos. "El héroe del wéstern, en su lealtad física hacia el entorno y su compromiso moral con la civilización, personifica esta ambigüedad".
El protagonista de la historia es el protector de todo hombre y mujer del pueblo, pero también se le ve como símbolo de la occidentalización dentro de Estados Unidos. El pueblo en los wéstern normalmente defiende el desarrollo del oeste. Además, también el ansiado futuro de la explotación del oro y otros bienes que se decía que el mundo occidental tenía.

### El cine de gánsteres
Las películas de gánsteres muestran el lado oculto de una sociedad que a principios del siglo XX se intentó esconder en lugar de ser reconocida. Muchas películas de este género se basaban en hechos reales con los que describían cómo las mafias operaban dentro de la administración. Estas compraban a muchos agentes de policía para mantener sus ingresos y para que sus ejecuciones no saliesen a la luz ni se investigasen. Ejemplo: Uno de los nuestros.
Más tarde, en el National Board of Review, creado en 1908, se limitó lo que se podía mostrar en las películas de gánsteres por miedo de que la gente pudiese sacar ideas para dentro de la sociedad del momento.

### Las películas detectivescas
Muchas películas populares que son consideradas detectivescas pertenecen a lo que en la industria cinematográfica se conoce como cine negro.
El cine negro es un término acuñado por los franceses que categorizó las películas de los años 40 y 50. "Hablando de forma general, el cine negro se caracteriza por dos aspectos relacionados entre sí: visualmente, estas películas eran más oscuras; en cuanto a su composición, más abstractas que la mayoría de películas de Hollywood. Por lo que respecta a su temática, eran considerablemente más pesimistas y crueles a la hora de presentar la vida contemporánea americana".
La sociología del cine de detectives hace que la vida americana parezca violenta y oscura. 
Una de las películas más famosas tanto del género detectivesco como del cine negro, Chinatown, narra como la sociedad en sí misma es cuestionada por un gran escándalo  relacionado con el agua. La película trata aspectos sociológicos del escándalo y de aquellos envueltos en él. La investigación del detective comienza como una indagación que "guarda secretos bajo muchas capas, apariencias, pistas falsas y redes de corrupción, conspiración y mentiras".
Dentro de esta historia de secretos y engaño, aparece el papel de una mujer que crea otro aspecto de la sociología de las películas. Una mujer conocida dentro del género del cine negro como femme fatale; una mujer con un papel protagonista, reservada, oscura, y que atrapa a los hombres en su red.

### Las películas musicales
Los musicales muestran una visión interior de Hollywood y de la producción de espectáculos haciendo musicales autorreflexivos.
Tal y como se muestra en la película Cantando bajo la lluvia, Gene Kelly interpreta el papel de un hombre que trata de ascender de músico a director de una película de Hollywood, mostrando así la movilización social que había en Hollywood durante el comienzo de las películas. En “Cantando bajo la lluvia” los actores ruedan una película en la que se les abuchea incluso antes de que ésta se estrene, porque el director tiene que cambiar el reparto  para pasar de películas mudas a películas habladas.
Los musicales tratan sobre todo de la sociedad hollywoodiense y de lo que pasa detrás de los camerinos. El típico musical que se representa acaba con todos los actores saliendo juntos y con los protagonistas que han encontrado el amor.
A principios de los 80, parecía que los musicales iban a desaparecer. Sin embargo, en los últimos años, los musicales han empezado a reaparecer en teatros y en televisión.

### Las comedias de enredo
Los críticos de cine consideran que las comedias de enredo, o comedias screwball, comenzaron con la película Sucedió una noche, en la cual una joven de clase alta, que se iba a casar pronto, y un periodista de clase baja viajan juntos e intercambian diálogos satíricos. Esta película da pie a que se escriban muchas otras comedias screwball. "Este tipo de comedia produjo varios cambios en los romances de clase alta, dominó la comedia de la era de la depresión e incitó a los comentarios sociales más importantes y atractivos de ese período".
Los comentarios sociales en muchas de las comedias screwball eran sobre la movilidad social que había en América en ese momento. En Sucedió una noche y La fiera de mi niña ambas protagonistas son de clase social alta y se enamoran de hombres de condición económica más baja que la suya. La mayoría de estas comedias también contienen muchas insinuaciones sexuales que crean una película con bastantes conversaciones sobre sexo sin a penas escenas de sexo. Además, tanto los protagonistas masculinos como los femeninos normalmente terminan juntos y felices en su sociedad de post-depresión.

### El melodrama familiar
La sociología cinematográfica reflejada en los melodramas familiares está orientada desde el punto de vista de la familia tradicional americana.
"El enfoque de las películas melodramáticas de Hollywood durante los años 50 era la familia burguesa, que se distingue por sus fuertes contradicciones de carácter ideológico, lo que reflejaba grandes incertidumbres, miedos y neurosis que predominaban en la América de Eisenhower, durante la época de la posguerra."
La técnica empleada en estas películas era la de reproducir música de fondo, a diferencia de los musicales donde se cantaba para entretener. El uso de dicha música, producía emoción y conseguía hacer más creíble la escena. Como dijo Thomas Schatz "la fórmula de la narrativa melodramática (la relación entre los personajes de la familia, el entorno represor del pueblo y las preocupaciones originadas por las costumbres sociosexuales de América) logró vivir más allá de los años de Eisenhower y se abrió camino hacia la era de los derechos civiles, Vietnam, la revolución sexual y el feminismo".